# Ausziehgleis

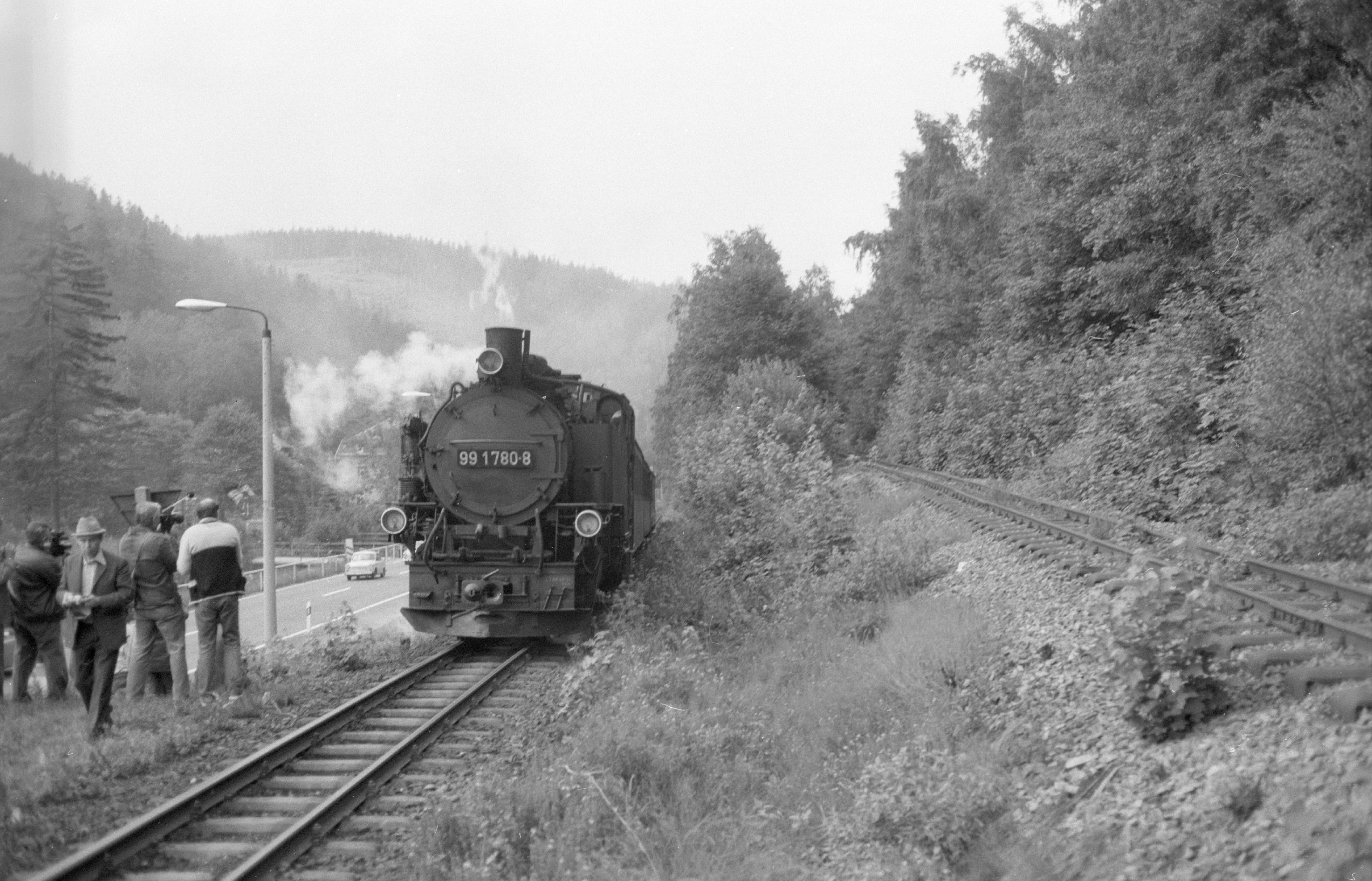
Bahnhof Kurort Kipsdorf: links das Ein- und Ausfahrgleis mit einfahrendem Reisezug, rechts das Ausziehgleis (1986)

Ein Ausziehgleis ist ein üblicherweise stumpf endendes Nebengleis mit Verbindungsfunktion in einem Bahnhof, das beim Rangieren zum Ausziehen von Fahrzeugen aus einem Gleis mit dem Zweck, sie in ein anderes Gleis umzusetzen, dient. Je nach Spurplan und Stellwerk wird das Ausziehgleis zum Flankenschutz für ein Hauptgleis benutzt.
Ein Ausziehgleis erhöht durch die Vermeidung von Rangierfahrten auf Hauptgleisen sowohl die Sicherheit von Zugfahrten als auch die Kapazität.
Zum Umsetzen von Triebfahrzeugen in Endbahnhöfen (Ende der Bahn), die nicht als Kopfbahnhof mit stumpf endenden Gleisen, sondern mit einem Durchgangsbahnhof vergleichbar angelegt sind, wird die Verlängerung des durchgehenden Hauptgleises als Ausziehgleis benutzt.